# Julio Grecino
Lucio Julio Grecino, (en latín Lucius Iulius Graecinus) (¿? - d. de 40 d. C.), fue un senador y escritor agrónomo o geopónico romano, autor de dos libros sobre viticultura, que floreció bajo el imperio de Calígula.

## Biografía
Miembro del orden senatorial, de familia originaria de Forum Iulii (Frejus, Francia), fue tribuno de la plebe y pretor.
Se distinguió por su elocuencia y por el estudio de la filosofía, así como por su conducta ética ejemplar. Precisamente por ello se negó a obedecer el mandato del emperador de acusar falsamente a Marco Junio Silano, padre de la primera esposa de Calígula. Séneca, que nunca habla de él sin admiración, cuenta que en consecuencia Calígula ordenó su muerte solo "por ser mejor ciudadano de lo que puede convenir a un tirano".
De su esposa Julia Procilla tuvo al modélico Cneo Julio Agrícola cuya biografía escribió Tácito; tal vez el cognomen de este hijo se debió precisamente a la fama de su padre como agrónomo. Según Plinio el Viejo y Columela, compuso dos libros sobre viticultura inspirándose en una obra anterior de Julio Ático; esta obra de Grecino no ha subsistido sino en lo que cita Columela de ella.